# 211 î.Hr.

## Evenimente
- După traversarea Alpilor Hannibal amenință orașul Roma (Al doilea război punic). Expresia latină Hannibal ad portas își are originea în aceste evenimente.

## Decese
- dată necunoscută: Publius Cornelius Scipio  (n. 255 î.Hr.)